# Marion von Schröder Verlag
Der Marion von Schröder Verlag (abgekürzt MvS) war ein deutscher Buchverlag in Düsseldorf, dessen Schwerpunkte Unterhaltungsliteratur, Belletristik und Sachbuch waren. Heute ist Marion von Schröder ein Imprint des Ullstein Verlags.

## Geschichte
Der Verlag wurde 1935 von Marion Janet von Schröder (1886–1976) in Hamburg gegründet. Der Verlag hieß ursprünglich Verlag für die Frau, wurde aber bald nach der Gründung in Marion von Schröder Verlag umbenannt, angeblich auf Druck der nationalsozialistischen Machthaber hin. Anfangs erschienen vor allem Ausgaben antiker Klassiker sowie Übersetzungen anspruchsvoller Unterhaltungsliteratur, beispielsweise von Thyde Monnier und Paul Gallico.
Bis 1961 wurde der Verlag von Marion Janet von Schröder geführt und dann an den Bertelsmann-Konzern verkauft, wo er als Tochterunternehmen des Sigbert Mohn Verlages weitergeführt wurde. Als Geschäftsführer war Wolfgang Ehrhardt Heinold (1930–2020) tätig. 1968 wurde das Programm von Bertelsmann übernommen und die Namensrechte gingen an den Econ Verlag in Düsseldorf, wo bis 1988 ein kleines Programm mit etwa zwölf jährlichen Titeln erschien. Inhaber und Geschäftsführer zwischen 1950 und 1982 war Erwin Barth von Wehrenalp. Neben etablierten Autoren der Unterhaltungsliteratur (unter anderen Desmond Bagley, C. C. Bergius, Malcolm J. Bosse, Gillian Bradshaw, Madeleine Brent, Mary Higgins Clark, Catherine Cookson, Colin Forbes, Hans Herlin, Erica Jong, Per Olov Enquist, Mary M. Kaye, Anne Rice, Nancy Thayer, Anne Tyler und Morris West) erschienen in dieser Zeit auch ambitionierte Reihen wie MvS Science Fiction & Fantastica oder die von Enno Patalas herausgegebene Reihe Cinemathek – Ausgewählte Filmtexte.
1997 fusionierte die Econ Verlagsgruppe mit dem Verlagshaus Goethestrasse, einem Gemeinschaftsunternehmen von Christian Strasser und Hugendubel zur Verlagsgruppe Econ und List. Dort wurde das Label Marion von Schröder mit Sitz in München unter der Leitung von Johannes Thiele mit Titeln von Federica de Cesco, Nikola Hahn, Barbara Taylor Bradford, Christine Kaufmann, Consuelo de Saint-Exupéry, Malika Oufkir, Chris Lohner und Kitty Kelly (Die Royals – Glanz und Elend einer englischen Familie) wiederbelebt.
1998 wurde die Gruppe vom Axel Springer Verlag mit dem Ullstein Verlag zusammengeführt. 2003 wurde Marion von Schröder zusammen mit Ullstein an das schwedische Medienunternehmen Bonnier verkauft, der Sitz wurde 2004 von München nach Berlin verlegt und die Verlagsleitung wurde von Siv Bublitz übernommen. Zu den bei MvS verlegten Autoren gehören nun Waris Dirie, Kristin Hannah, Nora Roberts (Schmerzenskinder) und Danielle Steel (Die Schneetänzerin).